# بیاووبژگی (شهرستان سوکوووف)
بیاووبژگی (به لهستانی:  Białobrzegi) یک روستا در لهستان است که در گمینا ستردنگ واقع شده‌است.